# Jan Kuźnar
Jan Kuźnar (ur. 20 maja 1893 w Jasienicy Rosielnej, zm. wiosną 1940 w Katyniu) – polski działacz niepodległościowy, urzędnik bankowy, doktor praw, porucznik piechoty Wojska Polskiego, ofiara zbrodni katyńskiej.

## Życiorys
Urodził się 20 maja 1893 w Jasienicy jako syn Jakuba (rolnik w Jasienicy, celem utrzymania rodziny przebywał w Ameryce) i Katarzyny z domu Śnieżek. Miał brata Stanisława i siostrę Katarzynę. Dom rodziny Kuźnarów znajduje się w części wsi Czarna Górka pod numerem 277.
W 1913 zdał z odznaczeniem egzamin dojrzałości w C.K. Gimnazjum Męskim w Sanoku (w jego klasie byli m.in. Jan Ciałowicz, Włodzimierz Mozołowski, Franciszek Prochaska, Klemens Remer, Michał Terlecki – wszyscy także późniejsi oficerowie Wojska Polskiego). Działał w Organizacji Młodzieży Niepodległościowej „Zarzewie”. Po maturze udał się na studia na wydziale teologicznym.
Po odzyskaniu przez Polskę niepodległości w 1918 wstąpił do Wojska Polski. W 1921 został przeniesiony do rezerwy. W 1922 posiadał przydział w rezerwie do Wojskowego Okręgowego Zakładu Gospodarczego Nr 6 we Lwowie, a od następnego roku do 53 Pułku Piechoty Strzelców Kresowych w Stryju. 8 stycznia 1924 został zweryfikowany w stopniu porucznika ze starszeństwem z 1 czerwca 1919 i 5872. lokatą w korpusie oficerów rezerwy piechoty.
W 1934 roku, jako oficer pospolitego ruszenia piechoty pozostawał w ewidencji Powiatowej Komendy Uzupełnień Poznań Miasto. Posiadał przydział do Oficerskiej Kadry Okręgowej Nr VII. Był wówczas „przewidziany do użycia w czasie wojny”.
Ukończył studia prawnicze z tytułem naukowym doktora na Wydziale Prawa Uniwersytetu Jana Kazimierza we Lwowie. Zawodowo pracował jako urzędnik bankowy. Był zatrudniony we Lwowie, a następnie w Wielkopolsce: w Szamotułach i Poznaniu. Jego żoną była Janina, z domu Owoc, także pochodząca z Jasienicy Rosielnej. Oboje zamieszkiwali w Poznaniu.
Po wybuchu II wojny światowej, kampanii wrześniowej i agresji ZSRR na Polskę został aresztowany przez Sowietów. Był przetrzymywany w obozie w Kozielsku. Na wiosnę 1940 został zabrany do Katynia i tam został rozstrzelany przez funkcjonariuszy Obwodowego Zarządu NKWD w Smoleńsku oraz pracowników NKWD przybyłych z Moskwy na mocy decyzji Biura Politycznego KC WKP(b) z 5 marca 1940. Jest pochowany na Polskim Cmentarzu Wojennym w Katyniu, gdzie w 1943 jego ciało zostało zidentyfikowane w toku ekshumacji prowadzonych przez Niemców pod numerem 3967 (pierwotnie dosł. określony jako Jan Kuzmar; przy zwłokach zostały odnalezione znak tożsamości, pismo z Ministerstwa Skarbu, dwa listy, pocztówka, którą nadał Stanisław Kuźnar z Jasienicy Rosielnej, Powiat Brzozów).

## Upamiętnienie
Podczas „Jubileuszowego Zjazdu Koleżeńskiego b. Wychowanków Gimnazjum Męskiego w Sanoku w 70-lecie pierwszej Matury” 21 czerwca 1958 jego nazwisko zostało wymienione w apelu poległych w obronie Ojczyzny w latach 1939–1945 oraz na ustanowionej w budynku gimnazjum tablicy pamiątkowej poświęconej poległym i pomordowanym absolwentom gimnazjum.
5 października 2007 minister obrony narodowej Aleksander Szczygło mianował go pośmiertnie na stopień kapitana. Awans został ogłoszony 9 listopada 2007, w Warszawie, w trakcie uroczystości „Katyń Pamiętamy – Uczcijmy Pamięć Bohaterów”.
29 września 2009, w ramach akcji „Katyń... pamiętamy" / „Katyń... Ocalić od zapomnienia”, przy Szkole Podstawowej w rodzinnej Jasienicy Rosielnej został zasadzony Dąb Pamięci honorujący Jana Kuźnara (drugim uhorowanym był Stanisław Walczak, także jasieniczanin zamordowany w Katyniu).

## Ordery i odznaczenia
- Medal Niepodległości – 25 lutego 1932 „za pracę w dziele odzyskania niepodległości”[17][18][19]
- Krzyż Kampanii Wrześniowej – pośmiertnie 1 stycznia 1986[20]